# Gebel Tingar
Gebel Tingar es una pequeña montaña de Egipto utilizada como cantera granodiorita en la antigüedad. El sitio está ubicado en la orilla oeste del río Nilo, al oeste de Elefantina, cerca de Asuán. Se cree que fue la fuente de la piedra que se utilizó para crear la estela de donde vino la Piedra Rosetta.
La cantera fue utilizada probablemente en la época del Imperio Nuevo, en la época de gobierno del Imperio Romano en Egipto. A pesar de que los trabajos que permanecen visibles fueron probablemente para la construcción del cercano monasterio de San Simeón.